# Ascogrammitis anfractuosa
Ascogrammitis anfractuosa är en stensöteväxtart som först beskrevs av Kze. och Kl., och fick sitt nu gällande namn av Michael Sundue. Ascogrammitis anfractuosa ingår i släktet Ascogrammitis och familjen Polypodiaceae. Inga underarter finns listade.